# Liste der Baudenkmäler in Laas (Südtirol)
Die Liste der Baudenkmäler in Laas (italienisch Lasa) enthält die 49 als Baudenkmäler ausgewiesenen Objekte auf dem Gebiet der Gemeinde Laas in Südtirol.
Basis ist das im Internet einsehbare offizielle Verzeichnis der Baudenkmäler in Südtirol. Dabei kann es sich beispielsweise um Sakralbauten, Wohnhäuser, Bauernhöfe und Adelsansitze handeln. Die Reihenfolge in dieser Liste orientiert sich an der Bezeichnung, alternativ ist sie auch nach der Adresse oder dem Datum der Unterschutzstellung sortierbar.

## Liste
| Foto |                 | Bezeichnung                                                                     | Standort                                               | Eintragung                  | Beschreibung                  | Metadaten                                                       |
| ---- | --------------- | ------------------------------------------------------------------------------- | ------------------------------------------------------ | --------------------------- | ----------------------------- | --------------------------------------------------------------- |
| ja   | Datei hochladen | Eyrsburg (Moosburg) ID: 15499                                                   | 46° 37′ 46″ N, 10° 39′ 3″ O Fraktion: Eyrs             | 12. Mai 1981 (BLR-LAB 2536) | Ansitz                        | KG: Eyrs Bauparzelle: 92                                        |
| ja   | Datei hochladen | Galministein ID: 15527                                                          | 46° 38′ 32″ N, 10° 39′ 4″ O Fraktion: Tanas            | 12. Mai 1981 (BLR-LAB 2536) | Ländliches Wohnhaus/Bauernhof | KG: Tanas Bauparzelle: 56/1, 56/2, 56/3, 56/4, 56/5, 56/6       |
| ja   | Datei hochladen | Gasthaus Glöggl ID: 15524                                                       | 46° 38′ 22″ N, 10° 40′ 0″ O Fraktion: Tanas            | 12. Mai 1981 (BLR-LAB 2536) | Ehemaliges Gasthaus           | KG: Tanas Bauparzelle: 28, 29                                   |
| ja   | Datei hochladen | Gasthaus Krone ID: 15504                                                        | Hauptplatz 10 46° 37′ 0″ N, 10° 42′ 4″ O               | 12. Mai 1981 (BLR-LAB 2536) | Gasthaus                      | KG: Laas Bauparzelle: 38/1                                      |
| ja   | Datei hochladen | Gasthof Lamm ID: 15498                                                          | 46° 37′ 48″ N, 10° 38′ 58″ O Fraktion: Eyrs            | 12. Mai 1981 (BLR-LAB 2536) | Ehemaliges Gasthaus           | KG: Eyrs Bauparzelle: 71/2                                      |
| ja   | Datei hochladen | Gerbergasse 8 ID: 15507                                                         | Gerbergasse 8 46° 36′ 57″ N, 10° 42′ 8″ O              | 12. Mai 1981 (BLR-LAB 2536) | Ländliches Wohnhaus/Bauernhof | KG: Laas Bauparzelle: 97                                        |
| ja   | Datei hochladen | Gsal ID: 15528                                                                  | 46° 38′ 29″ N, 10° 39′ 1″ O Fraktion: Tanas            | 12. Mai 1981 (BLR-LAB 2536) | Ländliches Wohnhaus/Bauernhof | KG: Tanas Bauparzelle: 57, 58/2                                 |
| ja   | Datei hochladen | Hauptplatz 8 ID: 15505                                                          | Hauptplatz 8 46° 37′ 0″ N, 10° 42′ 5″ O                | 12. Mai 1981 (BLR-LAB 2536) | Ländliches Wohnhaus/Bauernhof | KG: Laas Bauparzelle: 39                                        |
| ja   | Datei hochladen | Hauptplatz 12-14 ID: 15503                                                      | Hauptplatz 12-14 46° 37′ 0″ N, 10° 42′ 3″ O            | 12. Mai 1981 (BLR-LAB 2536) | Ländliches Wohnhaus/Bauernhof | KG: Laas Bauparzelle: 35                                        |
| ja   | Datei hochladen | Herz-Jesu-Pfarrkirche mit Friedhof ID: 15530                                    | 46° 38′ 25″ N, 10° 39′ 51″ O Fraktion: Tanas           | 12. Mai 1981 (BLR-LAB 2536) | Kirche                        | KG: Tanas Bauparzelle: 68 Grundparzelle: 61/2                   |
| ja   | Datei hochladen | Josefshaus ID: 15519                                                            | 46° 37′ 6″ N, 10° 41′ 55″ O                            | 12. Mai 1981 (BLR-LAB 2536) | Schule                        | KG: Laas Bauparzelle: 278                                       |
| ja   | Datei hochladen | Kapelle beim Unterburger ID: 15489                                              | 46° 37′ 57″ N, 10° 43′ 15″ O Fraktion: Allitz          | 6. März 1989 (BLR-LAB 1254) | Kapelle                       | KG: Allitz Bauparzelle: 6/3                                     |
| ja   | Datei hochladen | Kapelle in Parnetz ID: 15514                                                    | 46° 36′ 36″ N, 10° 40′ 14″ O                           | 12. Mai 1981 (BLR-LAB 2536) | Kapelle                       | KG: Laas Bauparzelle: 204/1                                     |
| ja   | Datei hochladen | Kirchhöfe ID: 15493                                                             | 46° 38′ 8″ N, 10° 42′ 41″ O Fraktion: Allitz           | 12. Mai 1981 (BLR-LAB 2536) | Ländliches Wohnhaus/Bauernhof | KG: Allitz Bauparzelle: 46, 47, 49                              |
| ja   | Datei hochladen | Maria Heimsuchung in Allitz ID: 15516                                           | 46° 37′ 58″ N, 10° 42′ 55″ O                           | 12. Mai 1981 (BLR-LAB 2536) | Kapelle                       | KG: Laas Bauparzelle: 238                                       |
| ja   | Datei hochladen | Marienkapelle beim Untertrög ID: 15490                                          | 46° 38′ 8″ N, 10° 41′ 57″ O Fraktion: Allitz           | 12. Mai 1981 (BLR-LAB 2536) | Kapelle                       | KG: Allitz Bauparzelle: 24                                      |
| ja   | Datei hochladen | Maroden ID: 15497                                                               | 46° 37′ 50″ N, 10° 38′ 53″ O Fraktion: Eyrs            | 12. Mai 1981 (BLR-LAB 2536) | Ländliches Wohnhaus/Bauernhof | KG: Eyrs Bauparzelle: 40                                        |
| ja   | Datei hochladen | Mittertrög ID: 15491                                                            | 46° 38′ 11″ N, 10° 41′ 52″ O Fraktion: Allitz          | 12. Mai 1981 (BLR-LAB 2536) | Ländliches Wohnhaus/Bauernhof | KG: Allitz Bauparzelle: 35, 38, 39                              |
| ja   | Datei hochladen | Oberhof ID: 15535                                                               | 46° 36′ 42″ N, 10° 38′ 5″ O Fraktion: Tschengls        | 12. Mai 1981 (BLR-LAB 2536) | Ländliches Wohnhaus/Bauernhof | KG: Tschengls Bauparzelle: 82                                   |
| ja   | Datei hochladen | Obertels ID: 15529                                                              | 46° 38′ 34″ N, 10° 38′ 6″ O Fraktion: Tanas            | 12. Mai 1981 (BLR-LAB 2536) | Ländliches Wohnhaus/Bauernhof | KG: Tanas Bauparzelle: 63, 64/1, 64/2, 65                       |
| ja   | Datei hochladen | Perlingerhaus ID: 15532                                                         | 46° 36′ 45″ N, 10° 38′ 14″ O Fraktion: Tschengls       | 12. Mai 1981 (BLR-LAB 2536) | Ländliches Wohnhaus/Bauernhof | KG: Tschengls Bauparzelle: 14/1, 14/2                           |
| ja   | Datei hochladen | Pfarrkirche Mariä Geburt mit Friedhofskapelle und Friedhof ID: 15531            | 46° 36′ 46″ N, 10° 38′ 15″ O Fraktion: Tschengls       | 12. Mai 1981 (BLR-LAB 2536) | Kirche                        | KG: Tschengls Bauparzelle: 1, 2 Grundparzelle: 11               |
| ja   | Datei hochladen | Pfarrkirche St. Johannes der Täufer mit Friedhofskapelle und Friedhof ID: 15500 | 46° 37′ 1″ N, 10° 41′ 56″ O                            | 12. Mai 1981 (BLR-LAB 2536) | Kirche                        | KG: Laas Bauparzelle: 1, 319 Grundparzelle: 77                  |
| ja   | Datei hochladen | Platt ID: 15521                                                                 | 46° 38′ 24″ N, 10° 39′ 59″ O Fraktion: Tanas           | 12. Mai 1981 (BLR-LAB 2536) | Ländliches Wohnhaus/Bauernhof | KG: Tanas Bauparzelle: 18                                       |
| ja   | Datei hochladen | Plawenngut ID: 15494                                                            | 46° 37′ 46″ N, 10° 39′ 4″ O Fraktion: Eyrs             | 12. Mai 1981 (BLR-LAB 2536) | Ländliches Wohnhaus/Bauernhof | KG: Eyrs Bauparzelle: 1                                         |
| ja   | Datei hochladen | Riglgut ID: 15536                                                               | 46° 36′ 42″ N, 10° 38′ 3″ O Fraktion: Tschengls        | 12. Mai 1981 (BLR-LAB 2536) | Ländliches Wohnhaus/Bauernhof | KG: Tschengls Bauparzelle: 83                                   |
| ja   | Datei hochladen | Röder ID: 15522                                                                 | 46° 38′ 23″ N, 10° 39′ 59″ O Fraktion: Tanas           | 12. Mai 1981 (BLR-LAB 2536) | Ländliches Wohnhaus/Bauernhof | KG: Tanas Bauparzelle: 19/1, 19/3, 19/4                         |
| ja   | Datei hochladen | Schneidergasse 5 ID: 15510                                                      | Schneidergasse 5 46° 36′ 59″ N, 10° 42′ 3″ O           | 12. Mai 1981 (BLR-LAB 2536) | Ländliches Wohnhaus/Bauernhof | KG: Laas Bauparzelle: 128/1                                     |
| ja   | Datei hochladen | St. Anna im Dorf ID: 15523                                                      | 46° 38′ 23″ N, 10° 40′ 0″ O Fraktion: Tanas            | 12. Mai 1981 (BLR-LAB 2536) | Kirche                        | KG: Tanas Bauparzelle: 20                                       |
| ja   | Datei hochladen | St. Martin ID: 15513                                                            | 46° 36′ 26″ N, 10° 41′ 53″ O                           | 12. Mai 1981 (BLR-LAB 2536) | Kirche                        | KG: Laas Bauparzelle: 199                                       |
| ja   | Datei hochladen | St. Marx ID: 15511                                                              | 46° 37′ 0″ N, 10° 41′ 55″ O                            | 12. Mai 1981 (BLR-LAB 2536) | Kirche                        | KG: Laas Bauparzelle: 146                                       |
| ja   | Datei hochladen | St. Moritz ID: 15492                                                            | 46° 38′ 8″ N, 10° 42′ 42″ O Fraktion: Allitz           | 12. Mai 1981 (BLR-LAB 2536) | Kirche                        | KG: Allitz Bauparzelle: 45                                      |
| ja   | Datei hochladen | St. Nikolaus ID: 15517                                                          | 46° 37′ 4″ N, 10° 42′ 35″ O                            | 12. Mai 1981 (BLR-LAB 2536) | Kirche                        | KG: Laas Bauparzelle: 241                                       |
| ja   | Datei hochladen | St. Ottilia ID: 15537                                                           | 46° 36′ 43″ N, 10° 37′ 25″ O Fraktion: Tschengls       | 12. Mai 1981 (BLR-LAB 2536) | Kirche                        | KG: Tschengls Bauparzelle: 91                                   |
| ja   | Datei hochladen | St. Peter ID: 15526                                                             | 46° 38′ 34″ N, 10° 39′ 12″ O Fraktion: Tanas           | 12. Mai 1981 (BLR-LAB 2536) | Kirche                        | KG: Tanas Bauparzelle: 55                                       |
| ja   | Datei hochladen | St. Remigius ID: 15495                                                          | 46° 37′ 50″ N, 10° 39′ 2″ O Fraktion: Eyrs             | 12. Mai 1981 (BLR-LAB 2536) | Kirche                        | KG: Eyrs Bauparzelle: 17                                        |
| ja   | Datei hochladen | St. Sisinius ID: 15515                                                          | 46° 37′ 24″ N, 10° 41′ 35″ O                           | 12. Mai 1981 (BLR-LAB 2536) | Kirche                        | KG: Laas Bauparzelle: 218                                       |
| ja   | Datei hochladen | St. Ulrich beim Lazarushof ID: 15512                                            | 46° 36′ 18″ N, 10° 42′ 27″ O                           | 12. Mai 1981 (BLR-LAB 2536) | Kapelle                       | KG: Laas Bauparzelle: 189                                       |
| ja   | Datei hochladen | Telser ID: 15502                                                                | 46° 37′ 4″ N, 10° 42′ 5″ O                             | 12. Mai 1981 (BLR-LAB 2536) | Ländliches Wohnhaus/Bauernhof | KG: Laas Bauparzelle: 30                                        |
| ja   | Datei hochladen | Tinzlhaus mit Wirtschaftsgebäude ID: 15509                                      | 46° 36′ 58″ N, 10° 42′ 3″ O                            | 12. Mai 1981 (BLR-LAB 2536) | Ländliches Wohnhaus/Bauernhof | KG: Laas Bauparzelle: 117, 118/1, 119                           |
| ja   | Datei hochladen | Tschenglsberg ID: 15538                                                         | 46° 36′ 24″ N, 10° 37′ 18″ O Fraktion: Tschengls       | 12. Mai 1981 (BLR-LAB 2536) | Burgruine                     | KG: Tschengls Bauparzelle: 97                                   |
| ja   | Datei hochladen | Tschenglsburg ID: 15533                                                         | 46° 36′ 40″ N, 10° 38′ 15″ O Fraktion: Tschengls       | 12. Mai 1981 (BLR-LAB 2536) | Burg                          | KG: Tschengls Bauparzelle: 22                                   |
| ja   | Datei hochladen | Umer ID: 15539                                                                  | 46° 37′ 2″ N, 10° 42′ 3″ O                             | 12. Mai 1981 (BLR-LAB 2536) | Ländliches Wohnhaus/Bauernhof | KG: Laas Bauparzelle: 28                                        |
| ja   | Datei hochladen | Unsere Liebe Frau von Lourdes ID: 15518                                         | 46° 36′ 59″ N, 10° 43′ 2″ O                            | 12. Mai 1981 (BLR-LAB 2536) | Kirche                        | KG: Laas Bauparzelle: 250                                       |
| ja   | Datei hochladen | Unterfrinig mit Kapelle ID: 15525                                               | 46° 39′ 10″ N, 10° 39′ 19″ O Fraktion: Tanas           | 12. Mai 1981 (BLR-LAB 2536) | Ländliches Wohnhaus/Bauernhof | KG: Tanas Bauparzelle: 49, 50, 51, 52/1, 52/2, 52/3, 52/4, 52/5 |
| ja   | Datei hochladen | Unterloretz ID: 15501                                                           | Dr.-Franz-Tappeiner-Gasse 7 46° 37′ 1″ N, 10° 42′ 3″ O | 27. Mai 1991 (BLR-LAB 2806) | Ländliches Wohnhaus/Bauernhof | KG: Laas Bauparzelle: 27                                        |
| ja   | Datei hochladen | Vinschgaustraße 23 ID: 15506                                                    | Vinschgaustraße 23 46° 37′ 0″ N, 10° 42′ 12″ O         | 14. Apr. 1950 (MD)          | Ländliches Wohnhaus/Bauernhof | KG: Laas Bauparzelle: 86                                        |
| ja   | Datei hochladen | Vinschgaustraße 43 ID: 15508                                                    | Vinschgaustraße 43 46° 36′ 59″ N, 10° 42′ 6″ O         | 12. Mai 1981 (BLR-LAB 2536) | Ländliches Wohnhaus/Bauernhof | KG: Laas Bauparzelle: 105/1, 105/2                              |
| ja   | Datei hochladen | Voglsang ID: 15496                                                              | 46° 37′ 53″ N, 10° 39′ 3″ O Fraktion: Eyrs             | 12. Mai 1981 (BLR-LAB 2536) | Widum/Kanonikerhaus           | KG: Eyrs Bauparzelle: 19                                        |

Falls bei einem Baudenkmal keine Koordinaten bekannt sind, werden ersatzweise die Katasterdaten zum Zeitpunkt der Unterschutzstellung angegeben. Diese sind weder offiziell noch zwingend aktuell.
Die vom Landesdenkmalamt übernommenen Adressen können veraltet sein.
| Foto:   | Fotografie des Denkmals. Klicken des Fotos erzeugt eine vergrößerte Ansicht. Daneben finden sich zwei Symbole: |
| ID      | Identifikator beim Südtiroler Landesdenkmalamt                                                                 |
| KG      | Katastralgemeinde                                                                                              |
| MD      | Ministerialdekret                                                                                              |
| BLR-LAB | Beschluss der Landesregierung – Landesausschussbeschluss                                                       |